# سایت استخراج و ذوب آهن هاشینو
سایت استخراج و ذوب آهن هاشینو (انگلیسی: Hashino iron mining and smelting site) ویرانه‌های کوره بلند و ذوب فلز است که در دوره ادو در کاماایشی، ایواته، استان ایواته، منطقه توهوکو، هونشو، ژاپن ساخته شده‌است.